# Белохвостиков, Николай Дмитриевич
Никола́й Дми́триевич Белохво́стиков (14 января 1918 — 17 февраля 1984) — советский дипломат. Чрезвычайный и полномочный посол.

## Биография

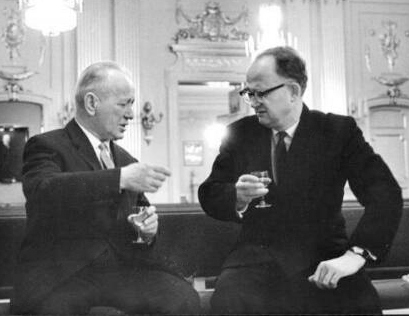
Белохвостиков (справа) и Михаил Шолохов в Швеции в 1965 году.

Окончил Московский институт истории, философии и литературы (1940) и Высшую дипломатическую школу НКИД СССР. Член КПСС. 
- В 1942—1944 годах — сотрудник центрального аппарата НКИД СССР.
- В 1944—1945 годах — 1-й секретарь посольства СССР в Канаде.
- В 1945—1949 годах — советник посольства, временный поверенный в делах СССР в Канаде.
- В 1949—1952 годах — помощник заведующего II Европейским отделом МИД СССР.
- В 1952—1956 годах — советник посольства СССР в Великобритании.
- В 1956—1958 годах — заместитель заведующего II Европейским отделом МИД СССР.
- В 1958—1962 годах — заведующий II Европейским отделом МИД СССР.
- С 31 июля 1962 по 8 апреля 1967 года — чрезвычайный и полномочный посол СССР в Швеции.
- В 1967—1975 годах — заведующий отделом Скандинавских стран МИД СССР.
- В 1975—1981 годах — посол по особым поручениям МИД СССР.

Похоронен в Москве на Кунцевском кладбище.

## Семья
Николай Дмитриевич Белохвостиков был женат на Антонине Романовне Ляминой (1924—2009). Их дети — актриса Наталия Белохвостикова (род. 1951) и Николай Белохвостиков (1956—2008).